# Vojtěch Sapík
Vojtěch Sapík (* 8. dubna 1888, kolonie Kamenec ve Slezské Ostravě – 5. července 1916, Boratim pod Dubnem, Ukrajina) byl český sochař a medailér.

## Život
Narodil se v chudé rodině v někdejší hornické kolonii Kamenec ve Slezské Ostravě. V útlém dětství mu zemřela maminka a tři sourozenci. Ve čtrnácti se začal učit štukatérem ve firmě Ladislava Jirotky a krátce také u olomouckého sochaře Hladíka. Odtud společně s bratry odešel do Prahy ke známé pražské štukatérské firmě Štrunc a Mára. Zároveň studoval na Uměleckoprůmyslové škole v ateliéru Josefa Drahoňovského (1906–1909) a u prof. Stanislava Suchardy (1909–1912). Od roku 1909 byl členem výtvarného odboru Umělecké besedy.
Po opuštění školy veřejně kritizoval výuku. Byl úspěšný v soutěžích na sochařské zakázky a získal řadu stipendií. V roce 1911 zvítězil v soutěži o sportovní cenu Národních listů a získal stipendium, které mu umožnilo navštívit Paříž a ateliér Antoine Bourdella. Roku 1913 díky dalšímu stipendiu pobýval v Itálii a na ostrově Capri se setkal s T. G. Masarykem a Maximem Gorkým. Vytvořil zde také portrét Maxima Gorkého.
Těsně před válkou byl pozván do bulharského Slivenu aby zhotovil pomník místního národního hrdiny z bojů proti Turkům Hadžiho Dimitara. V lednu 1915 narukoval k 31. zeměbraneckému pluku z Uničova. V té době pracoval na návrhu pomníku padlým v Těšíně a snažil se u vídeňského ministerstva války získat místo ve zvláštním oddělení pro umělce, aby nemusel na frontu, ale ještě v létě odcestoval do Haliče. Nějaký čas se mu dařilo zůstávat v zázemí improvizovaného ateliéru, kde měl pracovat na bustě císaře Františka Josefa I. pro důstojnickou jídelnu. Padl na ruském bojišti v Haliči v době Brusilovovy ofenzivy u obce Boratimi pod Dubnem 5. července 1916.

## Dílo

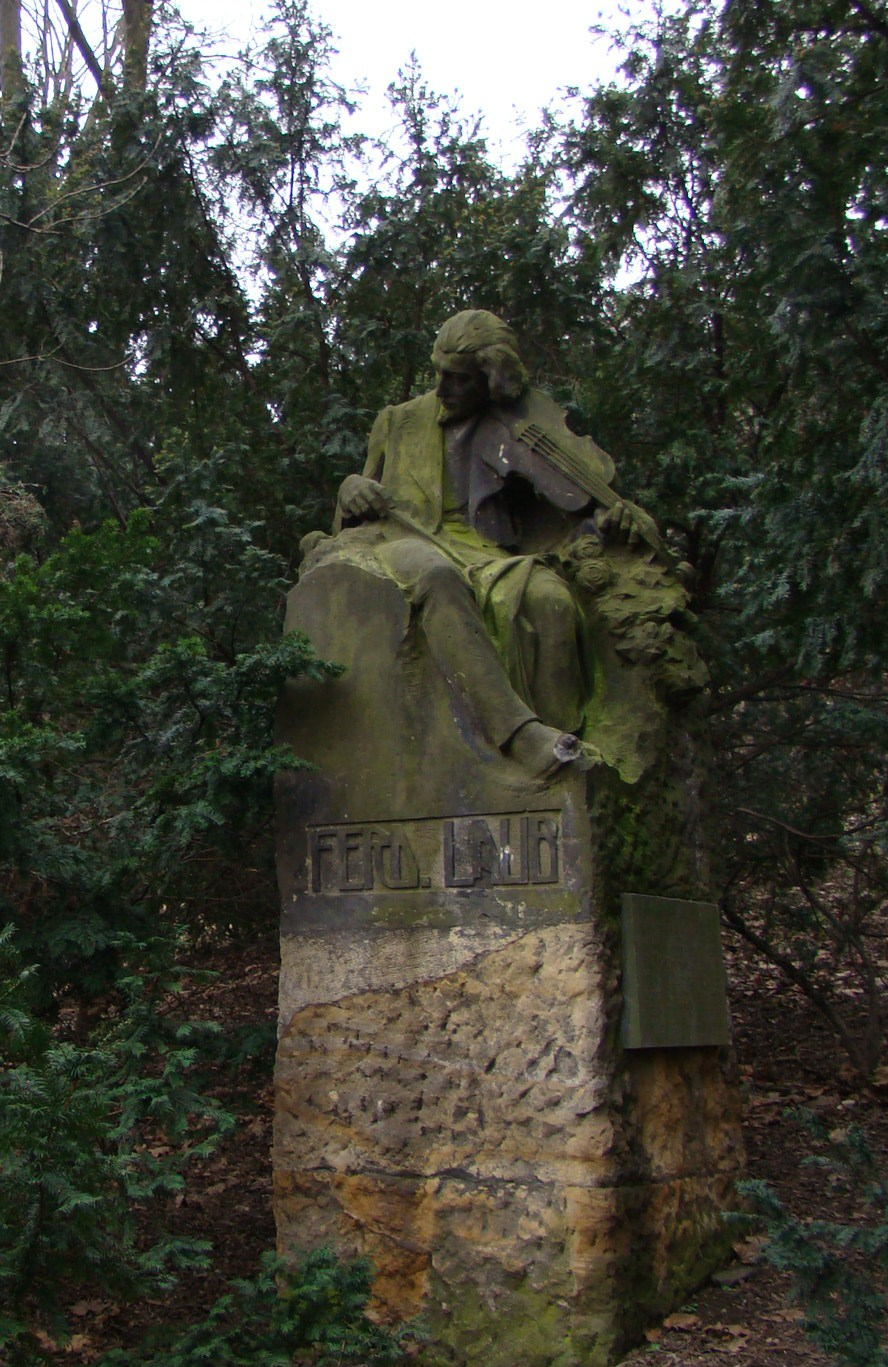
Ferdinand Laub, Kinského zahrada (1912)

### Realizace
- 1908 Jan Amos Komenský, Ostrava Svinov
- 1908 Nová doba, Vědění a busta Jana Amose Komenského, někdejší měšťanská škola (dnes Fakulta umění Ostravské univerzity) na ul. Podlahova, Ostrava
- 1908 Vzdělání, tympanon na průčelí ZUŠ Dobroslava Lidmily, Ostrava Svinov
- ? (1894–1920) Píle a Moudrost, fasáda školy (dnes součást Janáčkovy konzervatoře) na ul. Žerotínova, fasáda Střední umělecké školy na ul. Poděbradova, Moravská Ostrava

### Známá díla (výběr)
- 1911 Madona
- 1911 Gabriela Preissová
- 1912 Dáma v klobouku, Památník národního písemnictví[5]
- 1912 Ferdinand Laub, Kinského zahrada
- 1913 Žena chystající se ke koupeli, Matka kojící dítě, Památník národního písemnictví
- 1913 Maxim Gorkij, Památník národního písemnictví
- 1914 Alberto Vojtěch Frič
- 1912–1915 prémie Umělecké besedy: Antonín Dvořák, Josef Mánes, Jaroslav Vrchlický (glazovaná keramika), Památník národního písemnictví
- četné návrhy na pomníky: Bedřich Smetana (1911/12), památník bitvy na Bílé hoře (1912/13), Jan Žižka (spolu s Čeňkem Vořechem, 1913)

### Zastoupení ve sbírkách
- Památník národního písemnictví
- Muzeum umění Olomouc
- Galerie výtvarného umění v Ostravě